# Uli Pingel

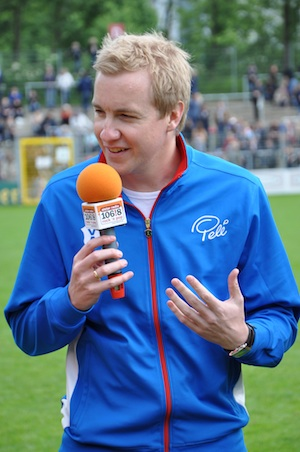
Uli Pingel, 2011

Ulrich Ernst Johannes „Uli“ Pingel (* 26. März 1977 in Hamburg) ist ein deutscher Fernsehmoderator und Sportjournalist.

## Biografie
Uli Pingel wuchs in Hamburg auf und volontierte nach seinem Abitur bei der Deutschen Fernsehnachrichten Agentur. Im Alter von 25 Jahren stand er beim Lokal-TV Hamburg 1 vor der Kamera und wurde auch Sportchef und Hauptmoderator der wöchentlichen Sportsendung Rasant. Von 2009 bis 2013 moderierte Pingel zusätzlich bei Sport1 im Wechsel mit Thomas Helmer, Oliver Schwesinger und Sascha Bandermann die tägliche Fußballsendung Bundesliga Aktuell sowie die Sportnachrichten Sport1 News. Danach übernahm er die Leitung der Norddeutschlandredaktion von Sport1. Ab 2010 war er zusätzlich Nachrichtensprecher in der Fernsehsendung Journal der Deutschen Welle und war ab August 2011 einige Monate als Kolumnist bei goal.com aktiv.
Darüber hinaus moderiert Pingel verschiedene Veranstaltungen, darunter die Hamburger Sportgala, sowie weitere Sendungen bei Hamburg 1 wie die Sportgesprächsrunde Nachspielzeit, die er gemeinsam mit Thorsten Laussch leitete. Des Weiteren bietet Pingel Moderatorentraining an.
Pingel wurde im Frühjahr 2018 aufgrund einer Anzeige wegen sexueller Belästigung einer Volontärin des Senders Hamburg 1 fristlos entlassen. Ende April 2018 leitete die Staatsanwaltschaft Hamburg ein Ermittlungsverfahren wegen des Verdachts auf sexuelle Nötigung ein. Pingel bestritt die Vorwürfe.
Am 1. Juli 2019 trat er beim Sender Sportdigital das Amt des Chefredakteurs an, im selben Jahr war er zudem Mitgründer eines Medienproduktionsbetriebes und wurde bei dem Unternehmen geschäftsführerisch tätig.

## Privat
Uli Pingel ist verheiratet und hat drei Kinder. Er lebt in Hamburg und engagiert sich dort für sportliche Zwecke.